# راو (شخصية)

شخصية راو ، الخصم العنيد لكينشيرو (سيف)

راو (باليابانية: ラオウ) هو شخصية افتراضية والزعيم الأعظم للقوة الاستبدادية في العالم، وهو من ضمن شخصيات الفيلم اللإنمي الشهير قبضة نجم الشمال، وهو واحد من الأشقاء الأربعة في بيت معلمه والذين ينتمون للمدرسة هوكتو نوكين ((قبضة نجم الشمال الشهيرة)) وهو الأخ الأصغر لوريث الهوكتو ريوكين كايو أقوى شرير في إنمي الذي سيظهر في الجزء الثاني كان الوريث الوحيد لتلك القوة هو توكي ((أحد أشقاء كينشيرو)) وكان له الأحق أن يرث بتلك المدرسة، ولكن بعد الضربة النووية تأثر توكي بالأشعة النووية، وقرر التنازل عن الوريث للمدرسة، بما أن المعلم يخير بين البطل كينيشرو وبين خصمه شقيقه راو ((الأخوة بالانتساب وليس بالنسب))، فقرر راو بعد استعراض القوة انه يسيطر على الكرة الأرضية، وهذا يظل تهديد لمستقبل السلام، واما كينيشرو فهو رجل يسعى لنشر الخير، فاختار المعلم كينشيرو ان يكون الوريث للقوة وللمدرسة، فقرر راو أن يقتل معلمه.
بينما تحقق راو أن يكون القوة المستبدة في العالم، وكينيشرو يسعى للحد من استمرار حكمه على الشعب بالحديد والنار.
راو الذي يمتطي حصانا أسود عملاق سمّاه كوكو لرّعد الأسود و هو عدة لا ينزل عن حصانه إلا بتواجد توكي الذي يعتبره هو الوحيد الذي يستحق أن ينزل من حصانه و راو الذي لقب نفسه KEN-OH ) أو ملك القبضات استطاع كينشير قتله وإنهاء المأساة بعد أن تسلل الخوف إلى قلبه.

## طالع أيضًا
- كينشيرو
- قبضة نجم الشمال